# Im Krug zum grünen Walfisch
Im Krug zum Grünen Walfisch ist eine im Jahre 1999 postum erschienene Geschichtensammlung von James Krüss.

## Handlung
Der zwölfjährige Ich-Erzähler befindet sich an einem nasskalten Januartag in der Nähe des Jadebusens auf einer Wattwanderung. Weil dichter Nebel ist, verirrt er sich auf dem Rückweg und wird von einem Fuhrmann namens Radbruch zu einem Wirtshaus mitgenommen – dem „Krug zum Grünen Walfisch“. Zwei weitere Gäste sind bereits anwesend. Als er vom Krug aus seine Verwandten anrufen will, erfährt er, dass beide auf den Sohn der Wirtin warten, dem sie anscheinend nichts Gutes wollen. Wenn der Sohn in Sicherheit ist, soll das Telefon dreimal klingeln und dann aufgelegt werden. Der Ich-Erzähler beschließt, für den Sohn der Wirtin Zeit zu schinden und die beiden Männer in ein Gespräch zu verwickeln. Er schlägt vor, dass alle einander Geschichten erzählen. Im Folgenden bilden die erzählten Geschichten den Schwerpunkt des Buches.

### Zwei Trillerpfeifen oder: Wer Freunde hat, der ist gut dran
Ulrich und Alf, zwei zwölfjährige Jungen, besitzen als besonderes Zeichen ihrer Freundschaft jeweils eine Trillerpfeife. Im Oktober rudert Alf aufs Meer hinaus, gerät dabei jedoch in dichten Nebel. Da er an Asthma leidet, gerät er in Panik und verirrt sich hoffnungslos im Nebel. Ulrich fällt Alfs Verschwinden auf und er fährt ihm mit dem Inhalator, den Alf nicht mitgenommen hatte, hinterher. Dank des durchdringenden Tons der beiden Trillerpfeifen finden beide Freunde sich wieder.

### Der tote Onkel Balthasar oder: Tot ist tot und hin ist hin
Mit 86 Jahren stirbt Onkel Balthasar. In der Erwartung auf ein reiches Erbe erscheinen sein Neffe Ferdi und dessen Kusinen Heidelind und Eva zur Testamentseröffnung, müssen jedoch erfahren, dass Onkel Balthasar als Bedingung für die Auszahlung des Erbes eine Feuerbestattung in einem Sarg der obersten Preisklasse sowie eine Bestattung der Asche in einer Urne in Luxusausführung festgelegt hat. Da keiner von ihnen über genügend finanzielle Mittel verfügt, kommt Ferdi auf den Gedanken, in einer Stadt, die sich auf preiswerte Beerdigungen eingerichtet hat, die Einäscherung vornehmen zu lassen. Ein Kühlwagen, wie er zur Beförderung der sterblichen Überreste vorgeschrieben ist, ist jedoch nicht ohne weiteres zu organisieren und so legen die Erben den toten Onkel in ein Paket, das sie, als Gefrierfleisch getarnt, zu jener Stadt schicken. Anschließend soll es in ihre dortige Unterkunft geliefert werden, wird jedoch durch ein Missverständnis zurück in ihre Heimatstadt verschickt. Mit knapper Not können die Erben inmitten eines heraufziehenden Nebels den Kühltransporter abfangen, das Paket Gefrierfleisch entwenden und zurück zur Stadt der preiswerten Bestattungen fahren. Da das gefrorene Paket mit Onkel Baltasar jedoch bis zum festgesetzten Zeitpunkt der Beerdigung nicht auftauen wird, legen sie es in einen Sarg der mittleren Preisklasse, verschrauben diesen und versenken ihn weisungsgemäß in einem Sarg der obersten Preisklasse. Die Bestattungskosten sind so gewaltig, dass das Erbe zur Begleichung gerade ausreicht. Jedoch erhalten die Erben für das angebliche Gefrierfleischpaket, einen hohen Schadenersatz und gelangen so doch noch an etwas Geld.

### Die Blume oder: Kein Schwanenritter
Auf einer Insel vor Peru, die gänzlich blumenlos ist, wachsen nur sporadisch auf einem hohen Vulkan einige Orchideen. Ein Junge namens Emilio lebt dort bei seiner sauertöpfischen alten Tante, der in ihrer Jugend einmal durch einen jungen Fischer vom Vulkan drei Orchideen mitgebracht wurden. Weil jener Fischer nur wenige Tage später ertrank, wurde sie verbittert. Als wieder einmal Orchideen auf dem Vulkan blühen, beschließt Emilio, für die Tante die Orchideen zu pflücken. Trotz dichten Nebels und dem unwirtlichen Berg gelingt es Emilio, eine Orchidee wohlbehalten mitzubringen. Die Tante schlägt ihn zunächst voller Zorn zu Boden und sieht dann erst die Blume in Emilios Hand.

### Die Ballade vom großen Grünen Wal oder: Vom Pesthauch und von der Cholera
Die Ballade erzählt von dem 100 Tonnen schweren Grünen Wal, der ruhelos die Meere durchzieht. Wo er auftaucht, brechen die Pest oder die Cholera aus. Eine stinkende Nebelbank begleitet ihn. Der viele tausend Jahre alte Wal hat Atlantis untergehen sehen und gilt bis in die Gegenwart als Künder nahenden Unheils.

### Geschichte, einer Königin erzählt oder: Was ist Gerechtigkeit?
Für diese Geschichte übernimmt die Wirtin die Rolle einer Königin, die einen Jungen aufgrund einer groben Schilderung durch ihren Minister nicht begnadigt und nun die nämlichen Umstände ausführlich erzählt bekommt. Tom wohnt abwechselnd bei seiner Mutter und einer Tante. Da ihm eine Vaterfigur fehlt, freundet er sich mit einem jungen Mann namens Chris an, der ihm zu einem Vorbild wird. Chris lässt Tom für sich Botengänge und Telefondienste erledigen. Eines nebligen Abends nimmt Chris Tom in eine Lagerhalle mit, wo dieser sieht, dass jemand aus dem Hinterhalt mit einer Pistole auf Chris zielt. Da Chris ebenfalls eine Waffe hat, ruft Tom instinktiv aus: „Pass auf, Chris! Rechts steht einer. Schieß!“ Beide schießen zugleich und treffen einander tödlich. Vor Gericht kommt zutage, dass die beiden rivalisierendeMohnhändler waren, die für den verkauften Mohn mehr Geld bekamen als zum Versteuern angegeben, weil aus dem überschüssigen Mohn Opium hergestellt wurde. Tom wird ob des obigen Ausrufs „schieß“ wegen Anstiftung zum Mord durch juristische Spitzfindigkeiten zum Tode verurteilt und gehenkt.

### Das Geheimnis der Tafel oder: Gerechtigkeit im Quadrat
Diese Geschichte spielt an einem See in Mittelasien, zu einer Zeit, da es weder Pflug noch Rad gibt, aber Häuser aus sonnengetrockneten Lehmziegeln. Die Siedlung oberhalb des Sees weist eine bemerkenswerte Regelmäßigkeit auf. Je vier Häuser umstehen einen Innenhof und zu drei mal drei Quartieren angeordnet sind sie insgesamt von einer Mauer mit Toröffnungen umfasst. Dort bittet der Junge Tao den Schamanen Mo, ihn auszubilden. Mo beginnt mit der Lehre von der Tafel. Ein magisches Quadrat, das mit neun Feldern die Anordnung der Quartiere der Siedlung widerspiegelt und jede Zahl entspricht einem Stamm, z. B. dem der Fischer, Schäfer, Jäger, die ein der Ordnung entsprechendes Quartier bewohnen. So kann mit der Tafel des schönen Gleichmaßes die gerechte Verteilung aller Güter errechnet werden. Spielerisch verteilt Tao die Zahlen der Reihe nach auf das Quadrat, Mo reagiert entsetzt auf die „böse Tafel“. Sie tauge für Gewinn und Gewinnvermehrung, gerecht sei sie nicht, kommentiert der Ingenieur.

### Die Höhle oder: Das Leben ist Traum
Auf einer Insel vor der Küste Afrikas verbringt ein zwölfjähriger Junge namens Sigismund seine Weihnachtsferien. Beim Klettern auf den dortigen Bergen zieht Nebel auf und er stößt auf eine Höhle, wo er Zeuge seltsamer Begebenheiten wird: Mit antiken Astragaloi würfeln sieben von innen her erleuchtete Personen um einen Tisch herum. Schließlich sagt einer von ihnen Septem sumus (lat. für Sieben sind wir). Daneben befinden sich auf dem Tisch Bilder von sieben Planeten, was Sigi astrologisch anmutet. In vielen Abwandlungen erlebt er nun dieselbe Szene immer wieder. Erst befindet er sich in Amerika in einem Konferenzsaal, dann anscheinend in Österreich vor dem Anschluss, worauf ein in der Mitte des Tisches befindliches Hakenkreuz hindeutet. Zwischendurch findet sich Sigi immer wieder in der Höhle wieder und jedes Mal sitzt eine Person weniger am Tisch. Sigi schlussfolgert, dass hier die Zukunft erwürfelt wird, und verfolgt gespannt die Szenerie. Jedes Mal wird er entdeckt und muss fliehen, ist jedoch in der nächsten Szene wieder sicher verborgen. In beinahe jeder Szene wird Pluton, der griechische und römische Gott der Unterwelt, mit wechselnden Wahlsprüchen als Schutzherr zitiert. Als die Szenen zu Ende sind, spricht Pluton selbst mit Sigi und eröffnet ihm, dass er für das Würfelspiel, in dem in der Tat die Zukunft erspielt wird, hin und wieder einen Zeugen benötige. Anschließend zitiert er einen Ausspruch Ovids: Ludit in humanis divina potentia rebus. (In menschlichen Angelegenheiten spielt eine göttliche Kraft mit., bzw. im Buch weniger nahe am Original wiedergegeben mit: Was würfelnd die Götter vermögen, das spielt unter Menschen sich ab.) Nachdem Pluton verschwindet, schließt sich die Höhle langsam, sodass Sigi panisch nach draußen flieht und, völlig unvermittelt für die Zuhörer der Geschichte, vor dem Krug zum Grünen Walfisch steht. Mit dieser Verschiebung von Realität und Fiktion endet die Geschichte. Es klopft an die Tür des Krugs, die Tür geht auf und der Nebel dringt herein. Als er sich zurückzieht und die Tür zufällt, sind sämtliche Personen außer dem Ich-Erzähler und der Wirtin verschwunden. Das Buch endet mit dem Klingeln des Telefons.

## Figuren
Der Ich-ErzählerDer zwölfjährige Ich-Erzähler bleibt anders als die anderen Figuren über die gesamte Handlung hin anonym. Wiederkehrendes Motiv ist, dass er, immer wenn er einen Kommentar zu einer der Geschichten abgeben will, unterbrochen wird.
Die WirtinDie Wirtin Elfriede, deren Name nur einmal erwähnt wird, wird als mollig und mit einem wie zum Lächeln gespitzten Mund dargestellt. Sie liest die erste Geschichte vor.
Herr StaalEr ist einer der beiden Männer, die auf den Sohn der Wirtin warten. Herr Staal hat einen österreichischen Akzent und trägt eine Brille. Von ihm wird die zweite Geschichte erzählt.
Herr WassmundAuch er wartet auf den Sohn der Wirtin. Er wird als groß und schnurrbärtig dargestellt. Er erzählt die dritte Geschichte.
Ingenieur SchleefEr stößt später zu der Runde. Ein Markenzeichen von ihm ist sein starker norddeutscher Akzent. Von ihm wird die Ballade vom Grünen Wal vorgetragen.
Fuhrmann RadbruchDer Fuhrmann, der als ungewöhnlich groß und breit geschildert wird, findet zu Beginn der Handlung den Ich-Erzähler und bringt ihn in den Krug. Er ist der Erzähler der fünften Geschichte.
Bernd BorngräberDer junge Mann kommt als letzter dazu und erzählt direkt die letzte Geschichte.
Veit Victor und Hans FelixDie beiden Fischer stoßen später zu der Runde und bringen durch ihre Schilderung eines großen Fisches, der ihr Boot gerammt habe, Ingenieur Schleef auf die Ballade vom großen Grünen Wal. Sie erzählen die sechste Geschichte vom Geheimnis der Tafel. Nach Fuhrmann Radbruchs Geschichte fährt der Nebel durch die sich öffnende Tür herein und als diese sich wieder schließt, sind sie verschwunden und statt ihrer Herr Borngräber im Krug.

## Hintergrund
Leitmotiv sämtlicher Geschichten, die durch den  Ich-Erzähler denn auch folgerichtig als "Nebelgeschichten" charakterisiert werden, sowie der Rahmenhandlung ist der Nebel. Schon der Einleitungs- und Schlusssatz des Buches machen dies deutlich (Das Buch beginnt bei dickem Nebel" bzw. "Das Buch endet damit, dass sich der Nebel lichtet").
Eine fantastische Komponente ist ebenfalls nicht zu übersehen, so hält etwa der Ich-Erzähler den Krug zunächst für ein fliegendes Haus, sieht jedoch später, dass es sich bei ihm lediglich um einen Pfahlbau handelt, wie er für diese Gegend typisch ist.
Das gewählte Konzept mit Geschichten, die in eine Rahmenhandlung eingebettet sind, findet sich beispielsweise auch in Tausendundeine Nacht, Boccaccios Decamerone, den Canterbury Tales von Geoffrey Chaucer oder E. T. A. Hoffmanns Serapionsbrüdern. James Krüss verwendete dieses Motiv bereits zuvor in seinen Geschichten der 101 Tage.
Immer wieder werden Bezüge zur Zeit des Nationalsozialismus hergestellt. Der Ich-Erzähler bemerkt einmal, dass „... in der Jugendgruppe, der ich damals angehören musste, stahlharte Männer uns als Vorbild galten“. Weiterhin scheinen Herr Staal und Herr Wassmund den Sohn der Wirtin bestenfalls verhören, schlimmstenfalls verhaften zu wollen, was ernstlich an die Gestapo denken lässt. Der Ich-Erzähler bemerkt dazu: „Da wir damals in einem Staat lebten, in dem jeder jeden bespitzelte...“ Sigi schließlich findet sich in einer Szene in einem Raum mit Hakenkreuz wieder und wird später Zeuge der Zerstörung einer Synagoge.
Es kann angenommen werden, dass der Autor Krüss und der Ich-Erzähler identisch sind. Der Ich-Erzähler stammt ebenso wie Krüss von der Insel Helgoland, ist zum Zeitpunkt der Handlung zwölf Jahre alt und bringt die damaligen Ereignisse „mit dem Krieg in Verbindung, der ein Jahr später ausbrach“. James Krüss war 1938 zwölf Jahre alt – ein Jahr vor Ausbruch des Zweiten Weltkrieges.

## Ausgaben
- Im Krug zum Grünen Walfisch. Mit Illustrationen von Hauke Kock. Carlsen Verlag, 1999, ISBN 3-551-55185-5.
- Im Krug zum grünen Walfisch. Hörbuch, gelesen von Gudrun Landgrebe. Random House Audio, 2005, ISBN 3-86604-066-0.